# Heterotropus ammophilus
Heterotropus ammophilus är en tvåvingeart som beskrevs av Paramonov 1929. Heterotropus ammophilus ingår i släktet Heterotropus och familjen svävflugor. Inga underarter finns listade i Catalogue of Life.